# Gynacantha incisura
Gynacantha incisura är en trollsländeart som beskrevs av Fraser 1935. Gynacantha incisura ingår i släktet Gynacantha och familjen mosaiktrollsländor. IUCN kategoriserar arten globalt som livskraftig. Inga underarter finns listade i Catalogue of Life.